# Scotophilus collinus
Scotophilus collinus es una especie de murciélago de la familia Vespertilionidae.

## Distribución geográfica
Se encuentra en Malasia, Indonesia y Timor Oriental, en las islas de Borneo, Java, Bali, Lombok, Flores, Timor, Semau y Roti.  